# Comedy Central
Comedy Central är en ursprungligen amerikansk kabelkanal med ett utbud är inriktat på humor. Kanalen ägs av MTV Networks, som är en del av mediebolaget ViacomCBS. Kanalen är i en stark tillväxtfas och lanseras under 2000-talet i flera europeiska länder. Den 1 januari 2009 lanserades en svensk version av kanalen med mycket begränsad sändningstid (19.00-03.00) på delad kanalplats med Nickelodeon, men numera finns den som både SD- och HD-kanal på egen frekvens dygnet runt, kanalen byter namn 15 januari 2019 till Paramount Network. Utsändningen av den svenska kanalen sker från Amsterdam, Holland på MTV Networks:s playout center. Några av kanalens originalproduktioner som även visas i Sverige är South Park och Tosh.0 samt de dagliga talkshowerna The Daily Show with Jon Stewart och The Colbert Report. Comedy Central sänder mycket ståuppkomik och gör egna showerna USA:s roligaste standup, i original Comedy Central presents:, en halvtimmes program med en ståuppshow av en utvald komiker.

## Historia
Kanalens föregångare, The Comedy Channel och HA! startade sina sändningar 1989 respektive 1990. Kanalerna gick samman och bildade 1991 CTV: The Comedy Network, som senare döptes om till Comedy Central. Idag finns kanalen hos i princip alla operatörer av kabel- och digital-TV i USA. På den amerikanska marknaden finns sedan den 13 januari 2009 en HD-version av kanalen med namnet Comedy Central HD.

## Internationell expansion
Comedy Central har även startat lokala kanaler i länder som Tyskland, Polen, Italien och Nederländerna. Kanalen sänder både egenproducerade och inköpta program varför tablåerna för de internationella versionerna av kanalen skiljer sig markant från originalkanalen i USA. Bland de egna produktionerna tillhör The Colbert Report, South Park och Chappelle's Show de mest kända.

## Originalproduktioner från Comedy Central i urval
- Broad City (2014–)
- The Colbert Report (2005–2014[2])
- The Daily Show (1996–)
- Drunk History (2013–)
- Futurama (2008–2013)
- Kenny Vs. Spenny (2007–2010)
- Inside Amy Schumer (2013–)
- Lewis Black's Root of All Evil (2008)
- Lil' Bush (2007–2008)
- Live at Gotham (2006–2009)
- Mind of Mencia (2005–2008)
- Reno 911! (2003–2009)
- The Sarah Silverman Program (2007–2010)
- South Park (1997–)
- Tosh.0 (2009–)
- USA:s roligaste stand up, (originalets titel Comedy Central Presents) (1998–)
- Workaholics (2011–)

### Fotnoter
1. ↑  Comedy Central FAQ - Vem äger Comedy Central? Arkiverad 4 april 2008 hämtat från the Wayback Machine.
2. ↑   (på engelska) The Colbert Report. https://en.wikipedia.org/w/index.php?title=The_Colbert_Report&oldid=687127277. Läst 14 november 2015.